# Hydrovatus spissicornis
Hydrovatus spissicornis är en skalbaggsart som beskrevs av Régimbart 1905. Hydrovatus spissicornis ingår i släktet Hydrovatus och familjen dykare. Inga underarter finns listade i Catalogue of Life.